# Assietou Sow
Pour les articles homonymes, voir Sow.
Assietou Sow, née le 12 mars 1994, est une escrimeuse sénégalaise.

## Carrière
Assietou Sow est médaillée de bronze en sabre par équipes aux Jeux africains de 2015 et aux Championnats d'Afrique d'escrime 2017.